# Eduardo Raúl Costa
Eduardo Raúl Costa (Río Gallegos, 27 de agosto de 1961) es un político y empresario argentino, que fue diputado nacional por Santa Cruz desde 2009 hasta 2017. Actualmente se desempeña como senador nacional representando a dicha provincia.

## Biografía
Nació en la ciudad de Río Gallegos, capital de la provincia de Santa Cruz en 1961. Al terminar la escuela secundaria se trasladó a Buenos Aires para cursar en la Universidad de Belgrano se casó con Mariana Zuvic, tuvo dos hijos.

## Política
En el año 2007 inició su carrera política presentándose como candidato a Gobernador de Santa Cruz por la alianza Crecer Con Dignidad, conformada por la Unión Cívica Radical y la Coalición Cívica ARI. Su compañero de fórmula fue Walter Cinfuentes. En las elecciones generales perdió por 20 puntos frente al reelecto oficialismo del Frente Para la Victoria encabezado por el santafesino Daniel Peralta.
En las elecciones de medio término 2009 volvió a presentarse pero esta vez como primer candidato para Diputado Nacional por Santa Cruz por el Acuerdo Cívico y Social (a la UCR y la CC ARI rebautizado provincialmente como Cambiemos Para Crecer. 
Para 2011 volvió a competir por Unión Para Vivir Mejor, conformada por los partidos que lo apoyaron anteriormente. Daniel Gardonio fue su nominado para encabezar la fórmula. El día de las elecciones volvió a caer ante Peralta por una diferencia de 5 puntos, aunque incrementó en 20 mil su caudal de votos. Tras cumplir con su mandato legislativo en 2013 se presenta a la reelección.
Para las elecciones del año 2015 volvió a presentarse como candidato a Gobernador por Cambiemos dentro de la alianza provincial Unión Para Vivir Mejor (UPVN) y Unidos por una Nueva Alternativa, Osvaldo Pérez. En las elecciones generales, compitió con las listas del kirchnerismo encabezadas por Alicia Kirchner y con 3 partidos de izquierda, el Frente de Izquierda y de los Trabajadores, el Movimiento Socialista de los Trabajadores y el Movimiento al Socialismo. El Frente para la Victoria Santacruceña resultó ganador en los comicios, con lo cual Alicia Kirchner resultó elegida como gobernadora.En 2016 fue imputado junto a su madrina política a Silvia Majdalani y Mariana Zuvic su esposa, por lavado de dinero. En mayo el fiscal Ercolini hizo allanamientos con el objetivo de que sean investigados sobre el origen de los fondos de una importante cantidad de sociedades constituidas en el país y en el extranjero, las cuales estarían integradas por los nombrados y otras personas". Según se especifica, se intenta determinar si las mismas "esconden actos de lavado de dinero, corrupción y/o evasión tributaria". en dichas elecciones perdió por más de 30 puntos, con lo cual de las 24 bancas de la legislatura provincial, 20 pertenecerán al oficialismo (Frente de Todos) y solo 4 a la oposición (Nueva Santa Cruz), perdiendo 5 lugares en relación con la actual conformación del cuerpo. En 2019 fue acusado por su exesposa de lavar dinero a través de Hiper Tehuelche, la empresa de Costa.

## Escándalos judiciales
En 2013 se vio involucrado en el caso Ángeles Rawson, al ser investigado por plantar una falsa testigo: Beatriz Nicolaza, que tiene seis causas por estafas y defraudaciones ante el magistrado, reconoció que habló con la oficina de Costa, principal referente de la oposición santacruceña y que éste le recomendó no asistir a la justicia y declarar ante los medios brindando información falsa con el objetivo de intentar involucrar al Secretario de Seguridad de la Nación y desviar la causa, por ello se le imputó falso testimonio y obstrucción de la justicia. Ese mismo año fue imputado en una causa por evasión impulsada por la AFIP e investigado por la Justicia santacruceña por presunto lavado de activos. Apodado por los medios como "El Patrón del Sur", fue denunciado por facturas "truchas" desde 2008 hasta 2009 en una cifra cercana a los 500 mil pesos.
En 2014 la ONG la Alameda denunció a Costa y a Silvia Majdalani por lavado de dinero a través de la empresa Tehuelche SA.
EN 2014 fue denunciado junto con el Intendente de Caleta Olivia, José Córdoba,ya que este último vendió un terreno a Eduardo Costa para realizar una ampliación del Hipertehuelche (propiedad del diputado nacional de la UCR) sorteando todas las Ordenanzas vigentes para la cesión de tierras y a un precio llamativamente menor al de plaza.
En 2017 los trabajadores de Yacimientos Carboníferos Río Turbio (YCRT) denunciaron al entonces precandidato Eduardo Costa y al interventor Zeidan por utilizar YCRT como base de operaciones para un escandaloso clientelismo mientras desestabilizan agitando los reclamos municipales. La maniobra denunciada consistió en utilizar envíos provenientes de Desarrollo Social para realizar clientelismo  en Río Turbio, repartiendo colchones, bolsitas con comida y la boleta de Cambiemos para las legislativas. Los empleados realizaron tomas fotográficas documentando como vehículos ajenos a YCRT ingresaban vacíos al predio de talleres centrales, y luego salían cargados con colchones desde el predio federal. En otra de las fotos aportadas se ven bolsones que una vez abiertos, su contenido se compone de paquetes de yerba, leche en polvo, fideos secos, latas de conservas y la boleta electoral de la fórmula Eduardo Costa y Enrique Tapia.

### Panama Papers
En 2016 a raíz de la filtración informativa en medios de prensa de documentos confidenciales de la firma de abogados panameña Mossack Fonseca conforme la cual existió el ocultamiento de propiedades de empresas, activos, ganancias, se vio involucrado en dicho escándalo al aparecer junto a otros grandes empresarios como Amalia Lacroze de Fortabat, Alfredo Coto, Carlos Blaquier, Alejandro Blaquier, Carlos Herminio Blaquier, y políticos como  Mauricio Macri, Jorge Macri, Esteban Bullrich, Néstor Grindetti, Darío Lopérfido y Gustavo Arribas, entre otros, en una lista de personajes con propiedades, cuentas y empresas en paraísos fiscales.

## Patrimonio
Costa es el legislador más rico de la Argentina, es propietario de Hipertehuelche, poderosa firma de almacenes y supermercados que—según la declaración jurada del último periodo presentada por el diputado-le registró ganancias por $ 65.587.445. Menores son los ingresos que declara en el rubro de las concesionarias de autos ($ 6,3 millones), el retail ($ 5,1 millones) y la construcción $ 8,5 millones. En 2004, Costa compró  un terreno de 29 900 m² en El Calafate a $7,50 pesos por m², en el marco del decreto y la promoción que entonces puso en marcha el intendente Néstor Méndez. Fue el mayor de los terrenos vendidos, y allí se instaló un Híper-Tehuelche. El hermano de Eduardo, Horacio, compró otros 5000 m², también a 7,50; le fueron asignados terrenos fiscales en pleno centro de Caleta Olivia. Según referentes del propio partido de Costa, la subasta no se publicó.
En el año 2006, la provincia de Santa Cruz le otorgó un crédito de seis millones de pesos para la construcción de la fábrica de ladrillos cerámicos en la localidad de Caleta Olivia.

## Actividad en la Cámara de Diputados
El 21 de septiembre de 2011 propuso la creación de una zona franca en el Puerto de Punta Loyola de la provincia de Santa Cruz. Sin embargo, gracias a su lobby como diputado Nacional, logró que no hubiera competencias a sus empresas de venta de automóviles en dicha zona, logrando un monopolio y una grieta dentro de su partido.